# Something's Got a Hold on Me
«Something's Got a Hold on Me» es una canción de la cantante y compositora estadounidense Etta James. La canción fue escrita por James, Leroy Kirkland y Pearl Woods, mientras que la producción estuvo a cargo de Leonard y Phil Chess. Fue lanzada en 1962 como el tercer sencillo de su álbum homónimo de 1962 como un disco de vinilo de 7". "Something's Got a Hold on Me" es una canción de estilo R&B con elementos de soul, blues y gospel. Tras su lanzamiento, el sencillo fue un éxito de R&B, alcanzando el número cuatro en la lista Billboard Hot R&B Sides.
"Something's Got a Hold on Me" ha sido versionada y sampleada por varios artistas contemporáneos. Pretty Lights sampleó la canción en su álbum de 2006 Taking Up Your Precious Time. En 2010, la cantante y actriz norteamericana Christina Aguilera grabó una versión de la canción en la banda sonora de la película Burlesque. En 2011, la pista fue sampleada en dos éxitos: "Levels" del DJ sueco Avicii, que a su vez fue sampleada en "Good Feeling" por el Cantante Americano Flo Rida. La artista australiana Jessica Mauboy también hizo una versión de "Something's Got a Hold on Me" en 2013 y la lanzó como single.

## Antecedentes y composición

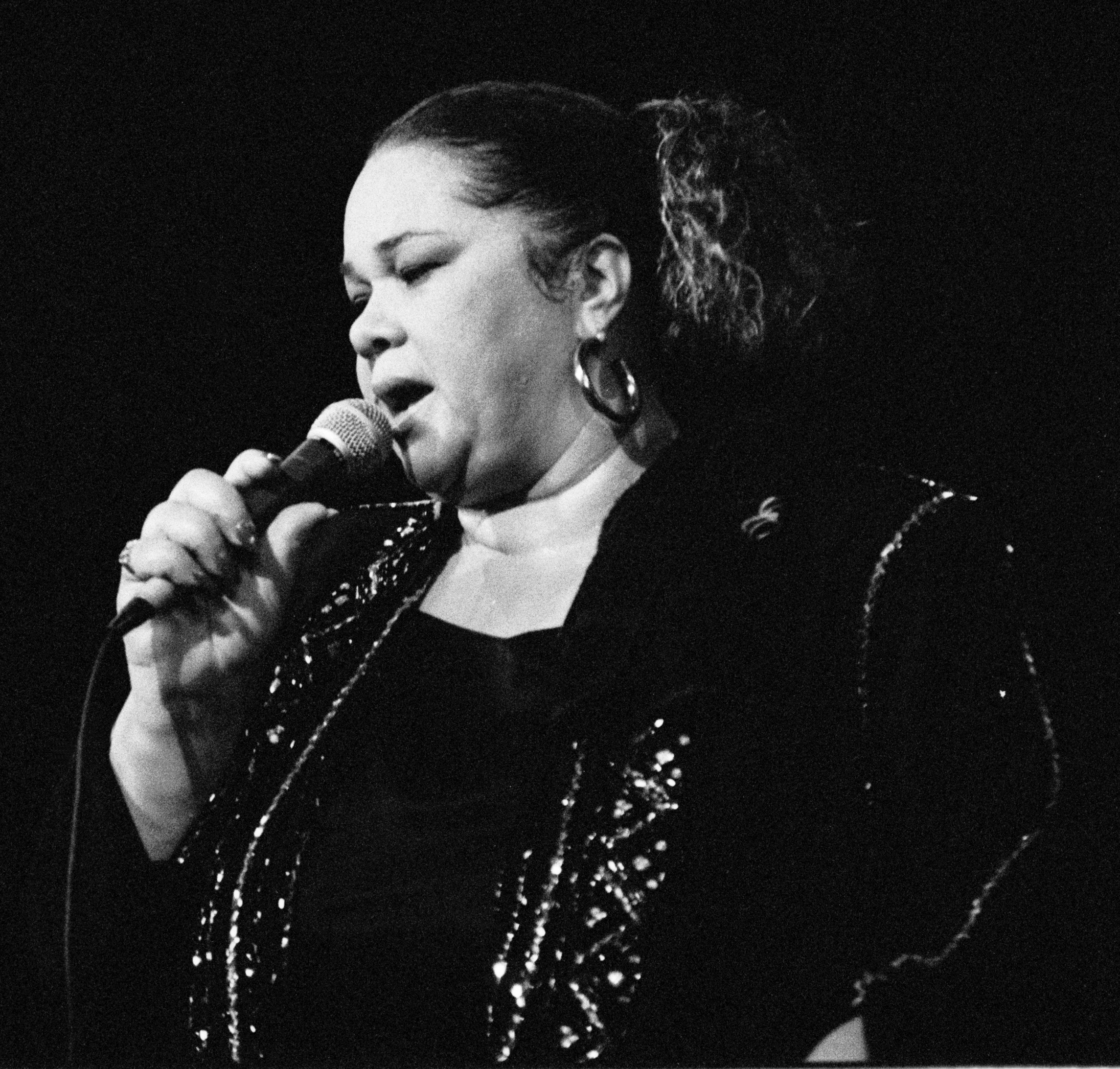
Etta James (en la foto de 1990) grabó la canción en 1962 y la coescribió con Leroy Kirkland y Pearl Woods.

"Something's Got a Hold on Me" fue escrita por Etta James, Leroy Kirkland y Pearl Woods, mientras que fue producida por dos fundadores del sello discográfico Chess Records, Leonard y Phil Chess. La canción fue lanzada como el tercer sencillo del álbum de estudio homónimo de James de 1962. Salió en formato de disco de vinilo de 7" con la otra canción, "Waiting for Charlie to Come Home", como cara B en los Estados Unidos. Más tarde, la canción se incluyó en el álbum recopilatorio de la cantante Etta James Top Ten de 1963. La versión en vivo de "Something's Got a Hold on Me" también apareció en el primer álbum en vivo de Etta James, Etta James Rocks the House (1964). En 1992, la canción fue parte de su álbum de grandes éxitos, My Greatest Songs.
"Something's Got a Hold on Me" es un tema de estilo R&B con elementos de soul, blues y gospel. La canción tiene una duración de 2:48 (dos minutos y 48 segundos). Según la partitura publicada por EMI Music Publishing, "Something's Got a Hold on Me" se compuso en la clave de sol menor y se estableció en un tempo moderado de 72 pulsos por minuto con un "ritmo fuerte". La voz de James en la canción abarca casi una octava y media, desde la nota baja de Re hasta la nota alta de Sol.

## Versiones en directo
El 27 de septiembre de 1963, Etta James interpretó por primera vez "Something's Got a Hold on Me" en el New Era Club en Nashville, Tennessee. Después, se grabó la actuación y se incluyó en su primer álbum en vivo Etta James Rocks the House. Durante un concierto con varias estrellas dirigido por B. B. King en el Ebony Theatre, Los Ángeles, California en 1987, James interpretó la canción nuevamente con el músico de blues estadounidense. Allí, la cantante cantó el tema con la guitarra de acompañamiento tocada por el propio King. Esa actuación fue lanzada como un CD y un video casero titulado "A Night of Blistering Blues".

## Listado de pistas
- Sencillo de 7" de EE. UU.

1. "Something's Got a Hold on Me" – 2:48
2. "Waiting for Charlie to Come Home" – 2:08

## Recepción
Jay Lustig de New Jersey On-Line describió "Something's Got a Hold on Me" como una pista "centelleante". Tras su lanzamiento, "Something's Got a Hold on Me" fue un éxito de R&B, alcanzando el número cuatro en la lista Hot R&B Sides, una lista de música que fue publicada por la revista de música estadounidense Billboard y ahora es la lista Hot R&B/Hip-Hop Songs. El sencillo también entró en la lista Billboard Hot 100, alcanzando el número 37.
| Listado (1962)                                | Puesto alcanzado |
| --------------------------------------------- | ---------------- |
| Billboard Hot 100 de EE. UU.                  | 37               |
| Hot R&B/Hip-Hop Songs de EE. UU. ( Billboard) | 4                |

## Versiones y samples
"Something's Got a Hold on Me" ha sido versionada en numerosas ocasiones. Ike y Tina Turner hicieron una versión de la canción en 1964, incluida en su álbum Live! The Ike & Tina Turner Show. La cantante británica Elkie Brooks, también hizo su propia versión en 1964 con gran éxito de crítica. En enero de 1965, The Kingsmen lanzaron una versión en The Kingsmen Volume II en 1965 y en su recopilatorio Greatest Hits en 1966. La banda belga Vaya Con Dios incluyó una versión del tema en su álbum Night Owls (1990). El 30 de marzo de 2004, Natalie Cole interpretó "Something's Got a Hold on Me" en el Apollo Theatre de la ciudad de Nueva York. En 2010, la cantautora estadounidense Christina Aguilera también la versionó para el álbum de la banda sonora Burlesque. Jools Holland, con Paloma Faith, grabó una versión para su álbum de 2012, The Golden Age of Song. La cantante australiana de R&B Jessica Mauboy grabó una versión de la canción y la lanzó como single exclusivamente en Australia en 2013.
Doi-Oing fue el primer artista en samplear "Something's Got a Hold on Me" en su canción de 1991 "Good Feeling". En 2006, el artista de música electrónica Pretty Lights volvió a samplear la canción en su tema "Finally Moving" del álbum Taking Up Your Precious Time. En 2009, el DJ holandés Fedde Le Grand usó la introducción de la canción en "Wild 'n Raw", con la voz interpretada por Rob Birch de Stereo MC's. En 2011, dos grandes éxitos usaron samples de "Something's Got a Hold on Me": "Levels" del DJ sueco Avicii y "Good Feeling" de Flo Rida.